# Radojica Stanković
Radojica Stanković (Nikšić, 13. oktobar 1968), poznatiji kao Šanta Panta, је crnogorski glumac, zabavljač, pjevač, pjesnik, pisac, novinar.

## Biografija
Osnovnu i prva dva razreda srednje škole učio u Nikšiću, a ostala u Baru.  Književnost i predškolsko vaspitanje i obrazovanje studirao u Nikšiću, a glumu u Beogradu.
Od 1988. godine, kao prvi crnogorski dječiji zabavljač u liku omiljenog dječijeg junaka - Šante Pante, odigrao je preko 5500 predstava širom Crne Gore, Srbije, BiH (Republika Srpska) i pojedinih evropskih gradova.
Sarađivao sa najeminentnijim piscima za djecu, poput Duška Trifunovića, Veselina Gezovića, Dragana Radulovića,Tode Nikoletića.
Osnivač je Dječijeg pozorišta u Nikšiću,1995. godine. Osnivač je i idejni tvorac festivala zabavljača , glumaca i pjevača za djecu-,,Radost je naš praznik“ u Tivtu, Nikšiću, Trebinju, Palama i festivala:,, Limsko srce“ u Beranama.
Pjevao, pored dječijih pjesama, u pop-rok sastavima: ,,Još malo ljubavi, Rebeka“ Nikšić i ,,Luna“ Titograd (1995—1990).
Status: Samostalni umjetnik Crne Gore pri Ministarstvu za kulturu CG. Član Udruženja novinara Srbije i Crne Gore ( 2004.g.) i udruženja novinara Crne Gore (2017.g.)

## Pozorište
Kao glumac igrao u: ,,Malo pozorište Duško Radović“ – Beograd i pozorište ,,Stanković“ Nikšić.
Igrao u predstavama: ,,Vremeplov“ i ,,Kraljevski festival“.
Režirao predstave: ,,Veseli voz“ R.Pavelkića 1994.g. Rožaje i 2006.g. Danilovgrad i 2007.g. Podgorica.
Predstave:
- ,,Šanta Panta“
- ,,Šanta Panta se ženi“
- ,,Voli da te vole“
- ,,Bontonijada“
- ,,Bajkoteka“
- ,,Avanture bez torture“
- ,,Zanati“
- ,,Ko to tebi ljubav daje“
- ,,Kapetan Motika i princeza Krofna“
- ,,Bajke“
- ,,Da sam neko ko vlada planetom“
- ,,Dječja prava i zabava“

## TV
Igrao u seriji ,,Goli život“, lik mitraljesca Boška, sa Aleksandrom Berčekom, Mirom Banjac, Goricom Popović, Velimirom Batom Živojinovićem i drugima.
Snimio je preko 500 emisija za djecu. Uređivao Dječije emisije na: 
- RTVCG ( 2000-2003)
- RTVNK (2007—2012)

## Priznanja
Dobitnik je nagrade ,,24.septembar“ za kulturu - Omladina Nikšića 1997. godine, kao i više domaćih i inostranih nagrada za dramsko i dječje stvaralaštvo.

## Izdavaštvo
Pjesme za djecu: 
- ,,Šanta Panta i Zanati“ (1990-1992.g.) - kasete
- Jedanaest CD-ova po brojevima od 1-11
- CD ,,Brod sreće“ (2019.g.) sa 28. kompozicija za djecu.

Predstave: 
- 5 DVD izdanja : ,,Šanta Panta“, ,,Zanati“, ,,Bontonijada“, ,,Bajke“, ,,Voli da te vole“

Zbirke poezije: 
- ,,Zvijezde na dlanu“ 1987. (NIO Univerziteska riječ)
- ,,Da si ovdje draga moja mati“ 2009. g. (Biblioteka ,Korak“ - Nikšić)
- ,,Ljubav kod strikove kafane“ 2016, II izdanje 2017. i III izdanje 2018. g.
- ,,Vaskrsenje“ 2019. g.

## Literatura
- Boje Jutra TV Vijesti - Šanta Panta 30 godina rada
- Portal CDM - Šanta Panta slavi jubilej